# Grobelki (województwo lubelskie)
Grobelki – wieś w Polsce położona w województwie lubelskim, w powiecie chełmskim, w gminie Białopole.
W latach 1975–1998 miejscowość administracyjnie należała do województwa chełmskiego. 
Wieś jest sołectwem w gminie Białopole. Według Narodowego Spisu Powszechnego z roku 2011 wieś liczyła 49 mieszkańców i była trzynastą co do liczby ludności miejscowością gminy.
Wierni Kościoła rzymskokatolickiego należą do parafii Trójcy Przenajświętszej w Dubience.

## Historia
Grobelka lub Grobelki – pierwsza informacja pisana o wsi pochodzi z 1881 r.. Według Słownika geograficznego Królestwa Polskiego w 1884 roku było w Grobelkach osad 8, na gruncie 72 morgi.